# Wołodymyr Chomenko
Wołodymyr Chomenko (ur. 26 lipca 1959 w Ołeksijiwce) – ukraiński polityk, przewodniczący Czernihowskiej Obwodowej Administracji Państwowej.
Ukończył studia w Instytucie Rolniczym w Białej Cerkwi. Posiada tytuł naukowy kandydata nauk filozoficznych.
Od 10 lipca 2007 pełnił obowiązki przewodniczącego Czernihowskiej Obwodowej Administracji Państwowej, 12 października 2007 mianowany na to stanowisko.